# Yo canto
| Оценки критиков | Оценки критиков |
| Источник        | Оценка          |
| --------------- | --------------- |
| Allmusic        | [ 1 ]           |

Yo canto («Я пою») — дебютный студийный альбом испанского певца Хулио Иглесиаса, выпущенный в 1969 году. Пластинка заняла 3 место в чартах Испании и оставалась там в течение 15 дней. Автором всех песен альбома выступил сам Хулио Иглесиас.

## Список композиций
| №   | Название                            | Автор(ы)       | Длительность |
| --- | ----------------------------------- | -------------- | ------------ |
| 1.  | «La vida sigue igual»               | Хулио Иглесиас | 3:35         |
| 2.  | «Tenía una guitarra»                | Хулио Иглесиас | 3:10         |
| 3.  | «Gwendolyne»                        | Хулио Иглесиас | 3:40         |
| 4.  | «El viejo Pablo»                    | Хулио Иглесиас | 3:00         |
| 5.  | «Hace unos años»                    | Хулио Иглесиас | 3:55         |
| 6.  | «No llores, mi amor»                | Хулио Иглесиас | 2:54         |
| 7.  | «Yo canto»                          | Хулио Иглесиас | 3:20         |
| 8.  | «Alguien que pasó»                  | Хулио Иглесиас | 4:10         |
| 9.  | «Mis recuerdos»                     | Хулио Иглесиас | 2:45         |
| 10. | «En un barrio que hay en la ciudad» | Хулио Иглесиас | 2:40         |
| 11. | «Lágrimas tiene el camino»          | Хулио Иглесиас | 2:26         |
| 12. | «Chiquilla»                         | Хулио Иглесиас | 4:30         |